# Rue du Roi-de-Sicile
Rue du Roi-de-Sicile je ulice v Paříži v historické čtvrti Marais. Nachází se ve 4. obvodu.

## Poloha
Ulice vede od křižovatky s Rue Malher a končí na křižovatce s Rue du Bourg-Tibourg, kde na ni navazuje Rue de la Verrerie.

## Historie
Název ulice (Sicilského krále) odkazuje na palác Karla I. z Anjou, mladšího bratra Ludvíka IX. a od roku 1266 vládce Sicilského království, který si jej nechal postavit v prostoru domů č. 2–4 a č. 14 až 22 na Rue Pavée. Palác přiléhal k městským hradbám Filipa II. Augusta a během staletí měnil majitele a byl přestavován na hôtel de la Force a na hôtel de Chavigny, až se z něj stala požární stanice, jejíž vchod je na 7 Rue de Sévigné.
Ulice byla osídlena již v roce 1261, ale název z té doby není znám. Pod jménem Rue Roy-de-Sezille se objevuje v soupisu ulic Le Dit des rues de Paris na konci 13. století. Během Francouzské revoluce se ulice v letech 1792–1806 jmenovala Rue des Droits-de-l'Homme (ulice Lidských práv).
Ministerská vyhláška ze dne 11. června 1799 stanovila minimální šířku ulice na osm metrů. Tato šířka byla na základě královského dekretu z 15. října 1830 zvětšena na 12 metrů. V 19. století se ulice nacházela v bývalém 7. obvodu a měřila 329 metrů.
V roce 1868 byly k Rue du Roi-de-Sicile připojeny ulice Rue de Bercy-Saint-Jean a Rue de la Croix-Blanche.

## Zajímavé objekty
- Na rohu s Rue Vieille-du-Temple se nachází hôtel de Vibraye.
- Na rohu s Rue Malher se nacházela věznice Force.
- dům č. 8: na rohu s Rue Pavée se nacházel Cabaret du Gros-Pavé, který na svých fotografiích v roce 1910 zachytil Eugène Atget.